# Montenescourt
Montenescourt là một xã trong tỉnh Pas-de-Calais, vùng Hauts-de-France, Pháp.
Montenescourt có khoảng cách 11 km (7 dặm) về phía tây Arras, tại giao lộ D61 và D56.

## Dân số
| 1962                                                              | 1968 | 1975 | 1982 | 1990 | 1999 | 2006 |
| ----------------------------------------------------------------- | ---- | ---- | ---- | ---- | ---- | ---- |
| 137                                                               | 153  | 227  | 362  | 418  | 408  | 431  |
| Số liệu điều tra dân số tính từ năm 1962, dân số chỉ tính một lần |      |      |      |      |      |      |

## Địa điểm nổi bật
- Nhà thờ St.Leger, thế kỷ 17.